# Viktor Aristov
Viktor Fyodorovich Aristov, in russo Ви́ктор Фёдорович А́ристов? (Budennovka, 9 giugno 1943 – 2 gennaio 1994), è stato un regista, sceneggiatore e attore sovietico di nascita kazaka.

## Filmografia

### Regista
- Svoyaki (1978) – Cortometraggio
- Trostinka na vetru (1980) – Film tv
- Poroch (1985)
- Trudno pervye sto let (1988)
- Satana (1991)
- Dozhdi v okeane (1995) – Co-regia con Jurij Mamin

### Sceneggiatore
- Žena ušla, regia di Dinara Asanova (1980)
- Poroch, regia di Viktor Aristov (1985)
- Trudno pervye sto let, regia di Viktor Aristov (1988)
- Satana, regia di Viktor Aristov (1991)
- Dozhdi v okeane, regia di Viktor Aristov e Jurij Mamin (1995)

### Attore
- Sherlok Holms i doktor Vatson (1980) – Miniserie (episodio Krovavaya nadpis)
- Tra le pietre grigie (Sredi serykh kamney), regia di Kira Muratova (1983)
- Mutamenti del destino (Peremena uchasti), regia di Kira Muratova (1987)
- Sindrome astenica (Astenicheskiy sindrom), regia di Kira Muratova (1989)
- Nevozvraščenec, regia di Sergej Snežkin (1991)
- Idi i ne oglyadyvaysya, regia di Aleksey Menshikov (1992)

## Riconoscimenti
- Festival internazionale del cinema di Berlino
  - 1991 – Orso d'argento, gran premio della giuria per Satana
  - 1991 – Candidatura all'Orso d'oro per Satana
- Chicago International Film Festival
  - 1991 – Candidatura al Gold Hugo per Satana
- Sochi Open Russian Film Festival (Kinotavr)
  - 1991 – Candidatura al Gran Premio per il miglior lungometraggio per Satana